# Ташмухамедов, Туйчи Хафиз
Туйчи Хафиз Ташмухамедов (Мулла Тўйчи Ҳофиз Тошмуҳамедов) (1868, Ташкент — 1943) — узбекский и советский народный певец и сказитель, хафиз, знаток народной музыки и макомов. Герой Труда Узбекской ССР (1927). Народный певец Узбекской ССР (1927).

## Биография
Сын кустаря-ткача. В детстве помогал отцу в мастерской, после его смерти служил в медресе, затем махаллянским поваром. Окончил в 1884 году школу. Пел народные песни.
Со временем стал одним из любимых и популярных певцов Узбекистана, известным в народе под именем Туйчи-хафиз. Приехавшие из Москвы специалисты в 1905 году записали в исполнении Муллы Туйчи Ташмухамедова более 20 известных произведений народной музыки, среди них: «Илгор» (в двух частях), «Янги курт», «Ауджи курт», «Сувора» (в двух частях), «Хисрау» (в двух частях).
Представитель вокального исполнительского искусства Ферганы и Ташкента, именно в его исполнении народная музыка впервые была записана на грампластинки, в народе их так и называли — «Пластинки Муллы Туйчи». Записывался певец и позже — в 1930-е годы.
В 1912 году в свет вышел сборник «Армугони Хислат» («Подарок Хислата»), посвящённый уже известному в то время Туйчи-хафизу. Он был составлен узбекским поэтом Хислатом (1882—1945). Сборник, включавший произведения разных поэтов, содержал более 100 стихотворений, преимущественно лирического содержания. Большая их часть была заимствована из репертуара Муллы Туйчи. Составитель сборника сохранил и название мелодий, с которыми знаменитый хафиз исполнял эти стихотворения.
В советское время Туйчи-хафиза выступал перед широкими народными массами. В 1923 году Ташмухамедов с группой музыкантов принял участие в концерте на Всероссийской сельскохозяйственной выставке в Москве.
С 1928 года и до смерти Мулла Туйчи Ташмухамедов работал певцом-солистом в Узбекистанском радиокомитете.
Похоронен в Ташкенте на кладбище «Чилонзор Ота».

## Награды
- Герой Труда Узбекской ССР (1927).
- Орден «За выдающиеся заслуги» (25 августа 2000 года, посмертно) — в память наших соотечественников, которые своим несравненным талантом и бессмертным наследием внесли огромный вклад в развитие узбекской национальной культуры, посвятивших всю свою жизнь расцвету Родины, народа, нации, учитывая незабываемые их заслуги перед страной и народом[1].
- Орден «Знак Почёта» (31.05.1937) — за выдающиеся заслуги в деле развития узбекского музыкального и танцевального искусства[2][3].
- медали СССР.
- Народный певец Узбекской ССР (1927).

## Память
- Ташкентский завод грампластинок с 1945 года носил имя Муллы Туйчи Ташмухамедова.
- Имя Муллы Туйчи Ташмухамедова было присвоено Кашкадарьинскому музыкально-драматическому театру.

## Звукозапись
- Запись с одной из грампластинок Муллы Туйчи Ташмухамедова доступна в Интернете[4].